# WrestleMania IX
WrestleMania IX — девятая по счёту WrestleMania, PPV-шоу производства американского рестлинг-промоушна World Wrestling Federation (WWF, ныне WWE). Шоу прошло 4 апреля 1993 года «Сизарс-пэлас» в Лас-Вегасе, Невада, США. Это было первое мероприятие WrestleMania, проведенное под открытым небом.
WrestleMania IX была построена вокруг двух основных сюжетных линий. Первая заключалась в том, что казавшийся неудержимым Ёкодзуна бросил вызов Брету Харту в борьбе за титул чемпиона WWF в главном событии, право на который он заработал, победив в «Королевской битве» в 1993 году. Другой важной сюжетной линией было возвращение Халка Хогана, который покинул WWF после WrestleMania VIII, но вернулся, чтобы в команде с Брутусом Бифкейком выступить против командных чемпионов WWF в «Корпорация денег» (Тед Дибиаси и Ирвин Р. Шистер). Хоган и Бифкейк проиграли командный матч, но позже Хоган встретился с Ёкодзуной за титул в импровизированном, не анонсированном 22-секундном матче после того, как Ёкодзуна победил Харта и выиграл титул.

## Результаты
| №  | Результат | Условия                                                    | Время |
| -- | --- | ---------------------------------------------------------- | ----- |
| 1  | Тито Сантана победил Папу Шанго | Тёмный матч Одиночный матч                                 | 8:00  |
| 2  | Татанка (с Сенсационной Шерри) победил Шона Майклза (с Луной Вашон) по отсчёту                                                                 | Одиночный матч за титул интерконтинентального чемпиона WWE | 18:13 |
| 3  | «Братья Штайнеры» (Рик и Скотт) победили «Хедшринкеров» (Саму и Фату) (с Афой)                                                                 | Командный матч                                             | 14:22 |
| 4  | Клоун Доинк победил Краша | Одиночный матч                                             | 8:28  |
| 5  | Рейзор Рамон победил Боба Бэклунда | Одиночный матч                                             | 3:45  |
| 6  | «Корпорация денег» (Тед Дибиаси и Ирвин Р. Шистер) победили «Мега-маньяков» (Халк Хоган и Брутус Бифкейк) (с Джимми Хартом) по дисквалификации | Командный матч за титул командных чемпионов WWF            | 18:27 |
| 7  | Лекс Люгер победил Мистера Совершенство | Одиночный матч                                             | 10:56 |
| 8  | Гробовщик (с Полом Берером) победил Гиганта Гонсалеса (с Харви Уипплманом) по дисквалификации                                                  | Одиночный матч                                             | 7:33  |
| 9  | Ёкодзуна (с Мистером Фудзи) победил Брета Харта                                                                                                | Одиночный матч за титул чемпиона WWF                       | 8:55  |
| 10 | Халк Хоган победил Ёкодзуну (с Мистером Фудзи)                                                                                                 | Одиночный матч за титул чемпиона WWF                       | 0:22  |